# Paratrechina sakurae
Paratrechina sakurae är en myrart som först beskrevs av Ito 1914.  Paratrechina sakurae ingår i släktet Paratrechina och familjen myror. Inga underarter finns listade i Catalogue of Life.